# (1866) Sisyphus
(1866) Sisyphus – planetoida z grupy Apollo. Została odkryta 5 grudnia 1972 roku w Observatorium Zimmerwald w Szwajcarii przez Paula Wilda. Okrąża Słońce w ciągu 2,61 lat w średniej odległości 1,89 j.a. Nazwa planetoidy pochodzi od mitycznego Syzyfa.

## Ewentualny satelita
W 1985 roku w obserwatorium Arecibo w Portoryko dokonano obserwacji, które mogą dowodzić, iż wokół tej planetoidy krąży naturalny satelita. Odkrycie to nie zostało jednak potwierdzone.